# 호계천 (부산경남)
호계천은 서낙동강에서 갈라져 해반천으로 흐르는 강이다. 이 물은 다시 해반천에서 조만강을 거쳐 서낙동강으로 흐른다.